# Vahszuszana
Vahszuszana (sokszor Wahsusana, asszírul kārum Waḫšušana, hettita nyelven KUR URUU̯aḫ-šu-ša-a-na, később Tuwanuwa, Tuwana, ógörögül: Tüana, latinul: Tyana, a mai Niğde) az i. e. 19. század körül alapított asszír kereskedőkolónia, azaz kárum. A város annak a kereskedelmi útnak a délnyugati végén terült el, amely a Tuz-tótól délre és keletre lévő városok, Puruszhanda és Szalativara, valamint Nesza között biztosították az összeköttetést. A források alapján Kanis (a későbbi Nesza) és Vahszuszana között élénk kereskedelmi kapcsolatok voltak, amelyek fennmaradtak a korai hettita korban is. Ekkor önálló állam központja, amely sűrű levelezésben állt Anumhervasszal, Calvar és Mama uralkodójával, valamint Varszamasszal, Nesza királyával.
A város környékén volt a hettita történelem szempontjából rendkívül fontos vasbányák egyike, a mai Niğde Massif nevű hegyen. Ugyanitt hófehér márványt is bányásztak. A terület folyamatosan lakott volt az ókorban, Anittasz után ismeretlen időben a Hettita Birodalom része lett. A későbbiekben Hilakku része. A CTH#40 katalógusszámú, Szuppiluliumasz tettei című dokumentum III. Tudhalijasz idején bekövetkező összecsapásokról tudósít, amelyek az arzavai király, Tarhuntaradu ellen zajlottak. A hadjárat eredményeképp Arzava kiszorult Anatólia keleti feléből.
A korai hettita időkben már Tuvanuva volt a neve (Tuwanuwa). Ekkor a számtalan hercegség egyike, és mint ilyen közigazgatási központ.
A későhettita időkben Tuvana (Tuwana) néven ismert, ebből származik a római Tyana név. Tuvana a Hettita Birodalom felbomlásakor egyike az újhettita királyságoknak, de önállósága nem sokáig tartott. Hol Kilikia, hol Mushi, hol pedig Tabaal birtokolta a területet, rövid időre az asszírok is elfoglalták. Az i. e. 8. században Varpalavasz és fia, Muvaharannisz Tabaal királyai is voltak. Néhány uralkodónév rajtuk kívül is ismert monumentális luvi nyelvű, luvi hieroglifákkal írt sziklafeliratokról, mint például Nisz fia, Szipisz, vagy a bahçeköy sztélén olvasható Kurtisz, de ezekről semmi egyéb konkrétum nem tudható. Egy töredékesen fennmaradt sztélén (niğde sztélé) a Szaruvanisz név olvasható, aki Tuvanában Varpalavasz elődje, és talán apja volt.

## Külső hivatkozások
- Kingdoms of Hittites
- Asszír kolóniák (török nyelven)
- Wahsusana Krallığı[halott link] (török nyelven)
- Deeds of Suppiluliuma (angol nyelven)
- Iraq History, Robert A. Guisepi, 2003.